# El Manguito, Veracruz
El Manguito är en ort i Mexiko.   Den ligger i kommunen Paso de Ovejas och delstaten Veracruz, i den sydöstra delen av landet, 290 km öster om huvudstaden Mexico City. El Manguito ligger 31 meter över havet och antalet invånare är 173.
Terrängen runt El Manguito är platt, och sluttar österut. Runt El Manguito är det ganska tätbefolkat, med 172 invånare per kvadratkilometer. Närmaste större samhälle är Cabezas, 1,7 km norr om El Manguito. Trakten runt El Manguito består till största delen av jordbruksmark.